# A tündérek
A tündérek (németül Die Feen) Richard Wagner egyik háromfelvonásos operája (WWV 32). Librettója Carlo Gozzi La donna serpente (A kígyóasszony) című, 1762-ben bemutatott színműve alapján készült. Ősbemutatójára 1888. június 29-én került sor a müncheni Hoftheaterben. Magyarországon még nem játszották.

## Története
A tündérek volt Richard Wagner első operája. 1833-ban írta meg, mindössze húszévesen, amikor a würzburgi színházban dolgozott karmesterként. Gozzi színdarabjára olvasmányai során bukkant. A mű szinopszisát már 1833 januárjában megírta, a verseléssel február közepére lett meg. A nyitány végleges változata 1833 decemberében, az első felvonás ugyanezen év februárja és májusa között, a második és harmadik felvonás szeptembertől decemberig készült. Ada áriáját a második felvonásban 1834-ben pótolta. Bár a nyitányt 1835-ben előadták, az opera teljes bemutatójára csak 1888-ban került sor. Noha nem aratott osztatlan sikert, mégis Európa több városában (Prága, Zürich, Stuttgart, Bayreuth) bemutatták.

## Szereplők
| Szereplő                         | Hangfekvés |
| -------------------------------- | ---------- |
| A tündérek királya               | basszus    |
| Ada, tündér                      | szoprán    |
| Zemina, tündér                   | szoprán    |
| Farzana, tündér                  | szoprán    |
| Arindal, Tramond királya         | tenor      |
| Gernot, Arindal szolgája         | basszus    |
| Lora, Arindal testvére           | szoprán    |
| Morald, Lora kedvese             | bariton    |
| Drolla, Lora barátnője           | szoprán    |
| Gunther, Tramond udvaronca       | tenor      |
| Harald, Groma varázsló bizalmasa | basszus    |
| Hirnök                           | tenor      |

## Cselekménye
Helyszín: a mesék birodalma (Tündérország, Tramond, Alvilág)
Idő: mesebeli időkben

### Első felvonás
Első kép
Helyszín: A tündérkirály palotája
Ada, a tündérek egyike beleszeretett Arindal hercegbe, Tramond trónörökösébe, egy földi halandóba. Társai, Zemina és Farzana féltik, hogy meggondolatlan lépése halhatatlansága elvesztését eredményezheti. A tündérkirály sem örül a lány döntésének, ezért egybekelésük elé szigorú feltételeket támaszt: a férj nyolc éven keresztül egyetlen alkalommal sem kérdezheti hitvesét származásáról, különben sohasem láthatja viszont
Második kép
Helyszín: Tér Tramondban
Morald, Gunther és Gernot, Arindal bizalmasai azon keserednek, éppen nyolc éve már, hogy a királyfi elhagyta a birodalmat. Apja, az öreg király belehalt a fia elvesztése feletti fájdalomba és most az országban a barbárok dúlnak. Vezetőjük, Murold a trónörökös húgát, Lora hercegnőt üldözi szerelmével. Groma, a varázsló, a királyi család hű embere és kipróbált tanácsadója segítője, Harald közvetítésével Moraldot és Gunthert az elveszett herceg felkutatására küldi, hogy hazahívják és figyelmeztessék kötelességére, a gondjaira bízott javai és életek megvédésére. Míg társai felkerekednek, Gernot elmeséli Haraldnak, mi is történt vele és a herceggel az eltelt évek során. Éppen vadászaton vettek rész: amikor a rájuk tört alkonyatban egy gyönyörű szarvastehén került szemük elé. A biztonságról megfeledkezve nyomába eredtek, ám amint éppen utolérték volna, az állat kámforrá változott. Ekkor a herceg egy titokzatos hangot hallott, amely megparancsolta, hogy lovaikról leszállva a közeli tóba menjenek. A hű szolga követte urát. A hullámok hirtelen hátukra kapták őket, s meg sem álltak egy csodálatos elvarázsolt kastélyig, ahol egy lány várta őket. A herceg és a tündérlány - mert az volt az ismeretlen - azonnal egymásba szerettek. El is jegyezték egymást, majd a tündérkirály szigorú feltétele:: esküvel fogadva, összeházasodtak. A férjet azonban mind jobban furdalta a kíváncsiság, s egy alkalommal elfeledkezett fogadalmáról. Ada, a tündérlány és a palota egy csapásra eltűnt, s ők egy kietlen, vadakkal teli erdő közepén találtak magukat. A hercegnek egyre csak szép hitvese járt az eszében, míg ő, az egyszeri szolga az őt hűen visszaváró Drollájához sietett volna. Közben a herceget megtalálják a keresésére indulók, s többszöri próbálkozással sikerül elérniük, hogy uruk, immár az új uralkodó, visszainduljon hazájába.
Harmadik kép
Helyszín: A tündérkirály palotája
A tündérkirály váratlan halálával leánya, Ada lett az ország királynője. Bármennyire szereti is urát, miután megszegte fogadalmát, próbatételeken kell bizonyítania, hogy méltó hitvese bizalmára. Bizonyítania kell, hogy történjék bármi is, állhatatos marad a szerelemben, s soha nem vetemedik arra, hogy átkot mondjon asszonyára. A tündérlányok boldogan fogadják a királynő bölcs döntését és az országába hazainduló Arindal is elfogadja a feltételeket.

### Második felvonás
Helyszín: Arindal palotája Tramondban
Ada nem bízik kedvese fogadalmában, ám nehéz döntés előtt áll. Ha Tündérországban marad és férje gyengének bizonyul, örök halál vár rá. Ha viszont maga lemond halhatatlanságáról, s a földi létet választja, férje botlásáért száz évig tartó sziklába zárással kell bűnhődnie. Arindal éppen a barbárok ellen indul, amikor megjelenik a halandóságot választó Ada, s arra kéri urát, dobja a tűzbe két gyermeküket. A megdöbbent Arindal nyilvánosan megátkozza hitvesét. Kiderül, hogy a felszólítás csak próbatétel volt, de mert megszegte ígéretét, asszonyának száz évre kőbe zárva kell szenvednie. Közben Moraldot, Arindal hadvezérét foglyul ejtik, s a vezér nélkül maradt sereg élére Harald kerül, akiről csakhamar kiderül, hogy áruló és valójában a barbárok cinkosa. Közbelép azonban a varázsló, Morald előkerül és diadalra vezeti csapatait.

### Harmadik felvonás
Helyszín: Arindal palotája Tramondban
A nép Moraldot és hitvesét látná legszívesebben a trónon, mert a valódi király, Arindal eszét elvette a felesége elvesztése iránti fájdalom. Morald azonban elhárítja kérésüket, hisz jog szerint Arindal az uralkodó. Közben Ada kőből kihallatszó hangja és a varázsló által odavarázsolt fegyverek hirtelen észhez térítik a királyt és elindul az Alvilágba, hogy kiszabadítsa kedvesét. A varázserejű kard segítségével sikerül leküzdenie az elé kerülő akadályokat, majd az asszonyát formáló kő megérintésével életre kelti Adat is. Az ifjú kiállta a próbát, méltó hitvese kezére és Tündérország trónjára. Elnyeri a halhatatlanságot is. Helyébe országában húga, Lora és annak férje, Morald lép trónra.

## Diszkográfia
Kurt Moll (tündérkirály), Linda Esther Gray (Ada), Kari Lövaas (Farzana), Laki Krisztina (Zemina), John Alexander (Arindal), June Anderson (Lora), Cheryl Studer (Drolla) stb.; Bajor Rádió Ének- és Zenekara, vez.: Wolfgang Sawallisch Orfeo C 062 833 F (München, 1983, élő felvétel)

## Külső hivatkozások
- Német–angol librettó